# Foss socken
Foss socken i Bohuslän ingick i Tunge härad, ingår sedan 1971 i Munkedals kommun och motsvarar från 2016 Foss distrikt.
Socknens areal är 94 kvadratkilometer, varav land 92,54. År 2000 fanns här 5 102 invånare. Tätorterna Torreby och Munkedal samt kyrkbyn Foss (nu del i tätorten Munkedal) med sockenkyrkan Foss kyrka ligger i socknen. 

## Administrativ historik
Foss socken har medeltida ursprung. 
Vid kommunreformen 1862 övergick socknens ansvar för de kyrkliga frågorna till Foss församling och för de borgerliga frågorna bildades Foss landskommun. Landskommunen inkorporerades 1952 i Munkedals landskommun som 1971 ombildades till Munkedals kommun. Församlingen utökades 2006 och uppgick 2022 i Munkedals församling.
1 januari 2016 inrättades distriktet Foss, med samma omfattning som församlingen hade 1999/2000.  
Socknen har tillhört län, fögderier, tingslag och domsagor enligt vad som beskrivs i artikeln Tunge härad. De indelta soldaterna tillhörde Bohusläns regemente, Stångenäs kompani och de indelta båtsmännen tillhörde 1:a Bohusläns båtsmanskompani.

## Geografi och natur
Foss socken ligger nordväst om Uddevalla vid innersta Gullmarsfjorden kring Kvistrumsälven och dess tillflöden Munkedalsälven och Örekilsälven. Socknen har odlingsbygd i söder, branta höjder på Tungenäset i sydväst, dalgångbygd utmed älvarna och är bergig skogsbygd i norr som i Slätteberget i nordost når 183 meter över havet.
I socknen finns fyra naturreservat: Bredmossen (delas med Skredsviks socken i Uddevalla kommun) ingår i EU-nätverket Natura 2000 medan Kviström och Strömmarnas naturreservat (delas med Valbo-Ryrs socken i Munkedals kommun) är kommunala naturreservat. Gullmarn är ett naturvårdsområde som ingår i Natura 2000 och delas med Skaftö, Lyse, Brastads och Bro socknar i Lysekils kommun, Morlanda socken i Orusts kommun samt Dragsmarks, Bokenäs, Lysekils och Skredsviks socknar i Uddevalla kommun.
I socknen fanns hela sju sätesgårdar: Smebergs herrgård, Hensbacka herrgård, Brålands säteri, Torreby herrgård, Bergs herrgård, Munkedals bruk och Saltkällans säteri.
Gästgiveri fanns vid Kvistrum, tingsställe i Tunge härad och från 1732 även i Sotenäs, Stångenäs och Sörbygdens härader.  Före 1731 var även kyrkbyn Foss ett av fyra ambulerande tingsställen i Tunge härad.

## Fornlämningar
Boplatser från stenåldern har påträffats. Från bronsåldern finns gravrösen, skålgropsförekomster och ett tiotal hällristningar. Från järnåldern finns flera gravfält, stensättningar och tre fornborgar.

## Befolkningsutveckling
1810 uppgick befolkningen till 2080. Därefter ökade den stadigt till 5296 1990.

## Namnet
Namnet skrevs tidigt 1300-tal Fors och har sitt namn efter kyrkbyn som ligger nära några forsar i Kvisterumsälven.